# Иванец, Виктор Константинович
Виктор Константинович Иванец — российский инженер-строитель и учёный, лауреат премии Правительства РФ в области науки и техники (2002) и премии имени академика И. М. Губкина (2006).

## Биография
Родился 2 сентября 1946 года в селе Ольгино Полтавского района Омской области.
Окончил заочное отделение Омского сельскохозяйственного института им. С. М. Кирова по специальности «Гидромелиорация» (1978), Академию народного хозяйства при Совете Министров СССР по специальности «Экономика, организация управления и планирование народного хозяйства» (1988).
- 1969—1979 слесарь-монтажник, геодезист, мастер, прораб, главный инженер спецуправления № 17,
- 1979—1982 начальник СМУ-26, главный инженер Югансктрубопроводстроя,
- 1983—1986 управляющий строительно-монтажным трестом «Сургуттрубопроводстрой» Главтюментрубопроводстроя,
- 1988—1990 зам. начальника Управления НТП Миннефтегазстроя,
- с 1990 зам. начальника АНПВО «НГСоргпроектэкономика»,
- с 1992 генеральный директор ВНИИПК-техоргнефтегазстроя.
- с 2000 зав. филиалом кафедры сооружения и ремонта газонефтепроводов и хранилищ РГУ нефти и газа, профессор, читает лекции «Управление проектами».

Диссертации:
- кандидатская «Разработка методов повышения эффективности систем управления материально-технического обеспечения и комплектации при строительстве магистральных трубопроводов» (ГАНГ, 1995);
- докторская «Информационная технология проектирования организационно-технологических процессов в строительстве» (Московский государственный строительный университет, 2000).

Автор 15 изобретений, 60 научных публикаций.
Лауреат премии Правительства РФ в области науки и техники (2002 - за работу «Разработка и внедрение новой технологии строительства нефтегазопродуктопроводов через водные преграды методом горизонтально-направленного бурения» (2001)) и премии имени академика И. М. Губкина (2006), заслуженный строитель РФ (1996); лауреат международной премии «Факел Бирмингема» (1995), лауреат премии им. Б. Е. Щербины. Награждён медалью «За освоение недр и развитие нефтегазового комплекса Западной Сибири» (1980); серебряными (1989, 1991) и бронзовой (1974) медалями ВДНХ.